# Fumio Asaki
Fumio Asaki (jap. 浅木文雄 Asaki Fumio) – japoński skoczek narciarski, a następnie sędzia tej dyscypliny sportu. Trzykrotny mistrz Japonii.
Jako skoczek narciarski trzykrotnie zdobywał złote medale mistrzostw Japonii, triumfując w 1939, 1948 oraz 1950. W 1939 skokiem na odległość 79 metrów ustanowił ówczesny rekord skoczni Ōkurayama w Sapporo, który został pobity dopiero 13 lat później, w 1952.
Podczas ceremonii otwarcia Zimowych Igrzysk Olimpijskich 1972 złożył ślubowanie olimpijskie w imieniu sędziów. Podczas imprezy tej pełnił funkcję sędziego podczas obu konkursów skoków narciarskich.